# كارل بريدن
كارل بريدن (بالإنجليزية: Carl Braden)‏ هو صحفي أمريكي، ولد في 24 يونيو 1914 في نيو ألباني في الولايات المتحدة، وتوفي في 8 فبراير 1975 في لويفيل في الولايات المتحدة.